# Павлов, Василий Михайлович (партийный деятель)
Василий Михайлович Павлов (28 февраля 1904, с. Угольное, Оренбургский уезд, Оренбургская губерния, Российская империя — сентябрь 1978, Орджоникидзевский район, Ташкентская область, Узбекская ССР, СССР) — советский хозяйственный, государственный и политический деятель, участник Великой Отечественной войны.

## Биография
Родился 28 февраля 1904 года в селе Угольное (ныне — Соль-Илецкий район Оренбургской области) в семье крестьянина.
С сентября 1921 г. по декабрь 1923 г. рассыльный железно дорожной больницы в Ташкенте. В 1922 г. вступил в комсомол.
С января по ноябрь 1924 г. сельскохозяйственный рабочий на опытной станции на ст. Голодная степь Среднеазиатской железной дороги Узбекской ССР. С декабря 1924 г. по сентябрь 1926 г. разнорабочий Новогородской больницы в Ташкенте.
С ноября 1926 в Рабоче-крестьянской Красной армии, служил красноармейцем, затем старшиной роты 8-го железно дорожного полка в Полторацке и Рязани. В армии вступил в ВКП(б) в октябре 1927 года.
С февраля 1929 г. проводник вагонов, нарядчик бригад в депо Среднеазиатской железной дороги. С августа 1930 г. секретарь парткома депо и станции Ташкент-Пассажирский.
С апреля 1931 г. заведующий агитационно-пропагандистского отдела Ленинского райкома КП(б) Узбекистана. С августа 1932 г. заместитель заведующего отделом культуры и пропаганды Ташкентского горкома КП(б) Узбекистана. С марта 1933 г. секретарь парткома на строительстве Ташкентского текстильного комбината. С августа 1935 г. по сентябрь 1937 г. 1-й секретарь Ленинского райкома КП(б) Узбекистана.
С сентября 1937 г. и.о. 2-й секретаря Каракалпакского обкома КП(б) Узбекистана, 18 октября 1937 г. вступил в должность, в ноябре 1937 года, январе, марте и июле 1938 года был врио 1-го секретаря Каракалпакского обкома. С ноября 1939 г. по январь 1941 г. 2-й секретарь Самаркандского обкома КП(б) Узбекистана. С января 1941 г. заместитель секретаря парткома Наркомата мясомолочной промышленности Узбекской ССР.
В августе 1941 г. мобилизован в РККА, заместитель начальника политического отдела 68-й горно-стрелковой дивизии, которая в составе группы войск Закавказского фронта и Средне-азиатского военного округа приняла участие в Иранской операции, затем начальник политотдела курсов младших лейтенантов. С августа 1943 г. начальник политотдела и заместитель по политической части начальника курсов младших лейтенантов. 16 октября 1945 г. демобилизован.
С ноября 1945 г. 3-й секретарь Житомирского горкома КП(б)У. В 1946 г. сдал экстерном экзамены за 10 классов средней школы в городском отделе народного образования в Житомире. С ноября 1947 г. слушатель республиканских партийных курсов при ЦК КП(б)У в Киеве. С августа 1948 г. заведующий военным отделом Житомирского обкома КП(б)У. С ноября 1948 г. заведующий отделом партийных, профсоюзных и комсомольских, органов Житомирского обкома КП(б)У.
С октября 1952 г. секретарь партбюро войсковой части № 78011.
С октября 1953 г. начальник Главного управления «Уззаготскот» в Ташкенте.
С января 1957 г. директор свиносовхоза в Орджоникидзевском районе Ташкентской области. С марта 1958 г. директор откормочной базы Главного управления «Главзаготскототкорм» в Ак-Курганском районе Ташкентской области.
С марта по ноябрь 1962 г. на пенсии в Ак-Курганском районе, с ноября 1962 г. в Ташкенте, с октября 1972 г. в Орджоникидзевском районе Ташкентской области.
Избирался депутатом Верховного Совета СССР 1-го созыва. Был председателем и депутатом Верховного Совета Каракалпакской АССР 1-го созыва.
Умер в сентябре 1978 года в Орджоникидзевском районе Ташкентской области.

## Награды
Орден Трудового Красного знамени.

## Воинские звания
Майор.